# دالس (ویرجینیا)
دالس، ویرجینیا، (به انگلیسی: Dulles, Virginia) منطقه‌ای مسکونی در ایالت ویرجینیا، واقع در ایالات متحده آمریکا است.